# Gaetano Forte (pittore)
Gaetano Forte (Salerno, 12 dicembre 1790 – Napoli, 27 settembre 1871) è stato un pittore italiano.
Allievo di Jean-Baptiste Wicar, dopo gli studi di architettura, si dedicò ad una pittura di ispirazione inizialmente neo-classica e, successivamente, più indirizzata ad un ritrattismo di intensa efficacia psicologica.

## Biografia
Gaetano Forte nacque a Salerno da Carmineantonio, pittore e decoratore, e da Caterina Quaranta.
Dopo i primi insegnamenti ricevuti a Salerno, dal pittore V. Finicelli, si trasferì a Napoli, dove prima si dedicò a studi giuridici, poi s'iscrisse, nel 1806, all'Accademia di belle arti di Napoli. Si specializzò nella ritrattistica, sotto la guida del pittore e collezionista francese Jean-Baptiste Wicar, fornendo prove di compiuta maturità, negli anni fra il 1809 ed il 1828, quando tornò a Salerno e lì aprì una scuola privata di pittura.
Nel 1840, di nuovo a Napoli, fu nominato professore onorario all'Accademia e partecipò alle mostre biennali borboniche. I soggetti delle sue tele spaziarono dalle nature morte, ai soggetti storici a quelli ispirati alla mitologia classica, alla ritrattistica con una personale impronta realistica.
Partecipò al concorso per la cattedra di disegno, presso l'Accademia di Napoliː ma una grave malattia agli occhi arrestò la sua carriera accademica ed artistica.
Dopo il 1860 ottenne la nomina ad ispettore generale del Catasto e fu insignito del titolo di Ufficiale dell'Ordine Mauriziano.

### Opere
- Lo scenografo Chelli (1813) Museo di San Martino, Napoli;
- Autoritratto, Museo di San Martino, Napoli;
- La famiglia del pittore (1816), Galleria dell'Accademia, Napoli[3];
- Ritratto della madre (1805) Galleria dell'Accademia, Napoli[4];
- Ritratto del Duca di Roccaromana (1833)  Galleria dell'Accademia, Napoli[5];
- Ritratto della suocera (1838) Galleria dell'Accademia, Napoli[6];
- Venditrici di elisir con due giovani popolani;
- Anziana venditrice di elisir con pittore;
- Ritratto del canonico Nicola Giordano (1827-1828), Galleria nazionale d'arte moderna e contemporanea, Roma.

### Mostre
- 1933, aprile. IIª Mostra salernitana d'arte, Salerno;
- 1954. Mostra del Bicentenario dell'Accademia di Belle Arti, Napoli;
- 2010. Da Canova a Modigliani. Il volto dell'Ottocento, Palazzo Zabarella, Padova.